# Memoriale dei partigiani dell'Unità Mordechaj Anielewicz della Gwardia Ludowa
Il memoriale dei partigiani dell'Unità Mordechaj Anielewicz della Gwardia Ludowa (abbrev. GL, "Guardia del Popolo" o "Guardia Popolare") è un monumento situato nel cimitero ebraico di Ulica Okopowa, a Varsavia, e commemora i partigiani uccisi dai tedeschi a Krawcowizna in seguito alla repressione della rivolta del ghetto di Varsavia.

## Descrizione
Il memoriale, situato nel viale principale del cimitero (divisione 31, fila 3), è costituito da una pietra con una targa commemorativa, davanti alla quale sono poste tre file di quattro lapidi in pietra arenaria rossa. Su di esse sono scritti i nomi e i soprannomi delle persone uccise: Adek Jankielewicz, Szmulek Juszkiewicz, Joel Junghajer, Józef Papier, Tola Rabinowicz, Michał Rozenfeld, Janek Szwarcfuks, Chaim (soprannome Cyrenaika), N.N. soprannominato Edek, N.N. soprannominato Rachelka, N.N. soprannominato Rutka, N.N. soprannominato Stefan.
Il memoriale è posto sulla tomba di dodici combattenti ebrei che, dopo la repressione della rivolta, lasciarono la città e si rifugiarono nelle foreste vicino a Wyszków, dove si unirono al gruppo di Adam Szwarcfuks, soprannominato "Janek", appartenente all’Unità Mordechaj Anielewicz della Gwardia Ludowa. Nell'agosto del 1943, vicino a Urle, i partigiani distrussero un trasporto ferroviario tedesco. Una volta portata a termine l'operazione, i dodici combattenti si ritirarono a Krawcowizna, dove furono circondati da una pattuglia tedesca che era stata indirizzata lì da una guardia forestale della zona. Solo due partigiani sopravvissero allo scontro. Dopo la guerra, la guardia forestale fu condannata a morte. Gli altri appartenenti all’Unità Mordechaj Anielewicz furono uccisi tra il 1943 e il 1944, anche per mano dell'organizzazione militare polacca NSZ (Narodowe Siły Zbrojne, in italiano: Forze Armate Nazionali).
Sul memoriale è incisa una frase scritta in ebraico e polacco, che recita "Qui riposano le ceneri degli eroici combattenti del ghetto di Varsavia - i partigiani dell'unità intitolata a M. Anielewicz."